# 五十鈴Giga
五十鈴Giga，是日本五十鈴汽車於1994年所推出的一款重型貨車車型，車身重量為16噸以上。此車型於部分海外市場又被稱作第二代C系列或E系列。其主要競爭對手為日野Profia、三菱Super Great、UD Quon和平治Actros。
此車型主要市場為亞洲、北美洲以及南美洲等地。
第一代Giga於1994年在日本發售，1996年出口到海外，期間經歷5次小改款。2015年，第二代Giga開始在日本發售，其後授權中國大陸的慶鈴汽車生產第二代Giga牽引車，除了內銷還出口到菲律賓。雖然第一代Giga已經在日本停售，但是日本生產線仍然生產第一代Giga供出口之用，直到2022年7月，日方開始生產第二代Giga出口版。2023年，日本本土版Giga牽引車改為跟UD卡車共同生產，大量採用Quon的機械和設計。
順帶一提，重型版Forward於部分海外市場以Giga名義發售。

## 外部連結
- 五十鈴Giga官方網站 (日本語) （页面存档备份，存于）